# Sviby
Sviby (Duits: Swibi) is een plaats in de Estlandse gemeente Vormsi, provincie Läänemaa. De plaats heeft de status van dorp (Estisch: küla).
De Sviby een Zweedse naam heeft komt doordat tot in 1944 voornamelijk Estlandzweden op het eiland Vormsi woonden. In dat jaar vluchtte vrijwel de hele bevolking voor het oprukkende Rode Leger over de Oostzee naar Zweden. By betekent ‘dorp’, maar het is niet duidelijk waar svi vandaan komt.

## Bevolking
De ontwikkeling van het aantal inwoners blijkt uit het volgende staatje:
| Jaar            | 2011 | 2017 | 2019 | 2021 |
| --------------- | ---- | ---- | ---- | ---- |
| Aantal inwoners | 22   | 41   | 36   | 29   |

## Ligging
Sviby ligt aan de Baai van Sviby (Estisch: Sviby laht) aan de zuidzijde van het eilland Vormsi. De baai is een onderdeel van Väinameri, het water tussen de eilanden Muhu, Saaremaa, Hiiumaa en Vormsi en het Estische vasteland, dat op zijn beurt een onderdeel van de Oostzee is.
De haven van Sviby heeft zes aanlegsteigers en is toegankelijk voor schepen met een diepgang tot ongeveer 4,5 meter. Tussen Sviby en Rohuküla op het vasteland is een veerverbinding.
Een boerderij in Sviby is gerestaureerd en in gebruik genomen als streekmuseum, het ‘boerderijmuseum van Sviby’ (Estisch: Sviby talumuuseum). Het geeft een indruk van het leven van de Estlandzweden voor de Tweede Wereldoorlog.

## Geschiedenis
Sviby werd in 1540 voor het eerst genoemd onder de naam Zwybu. In 1565 heette het dorp Swyby, in 1590 Suieby, in 1637 Swiby en tussen 1977 en 1997 Sviibi. Het lag tussen 1625 en 1919 op het landgoed Magnushof (Suuremõisa).

## Foto's

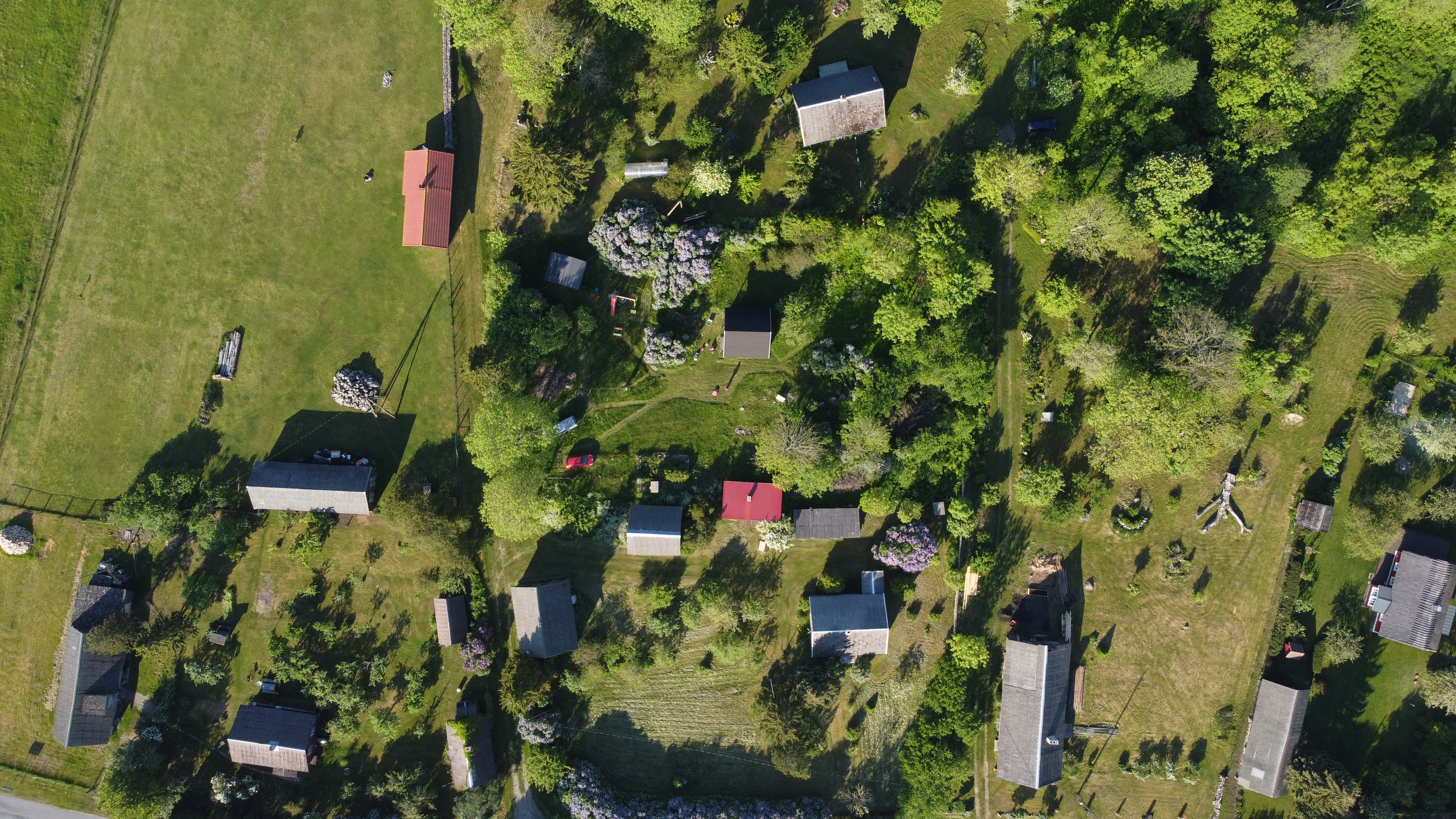
Sviby vanuit de lucht
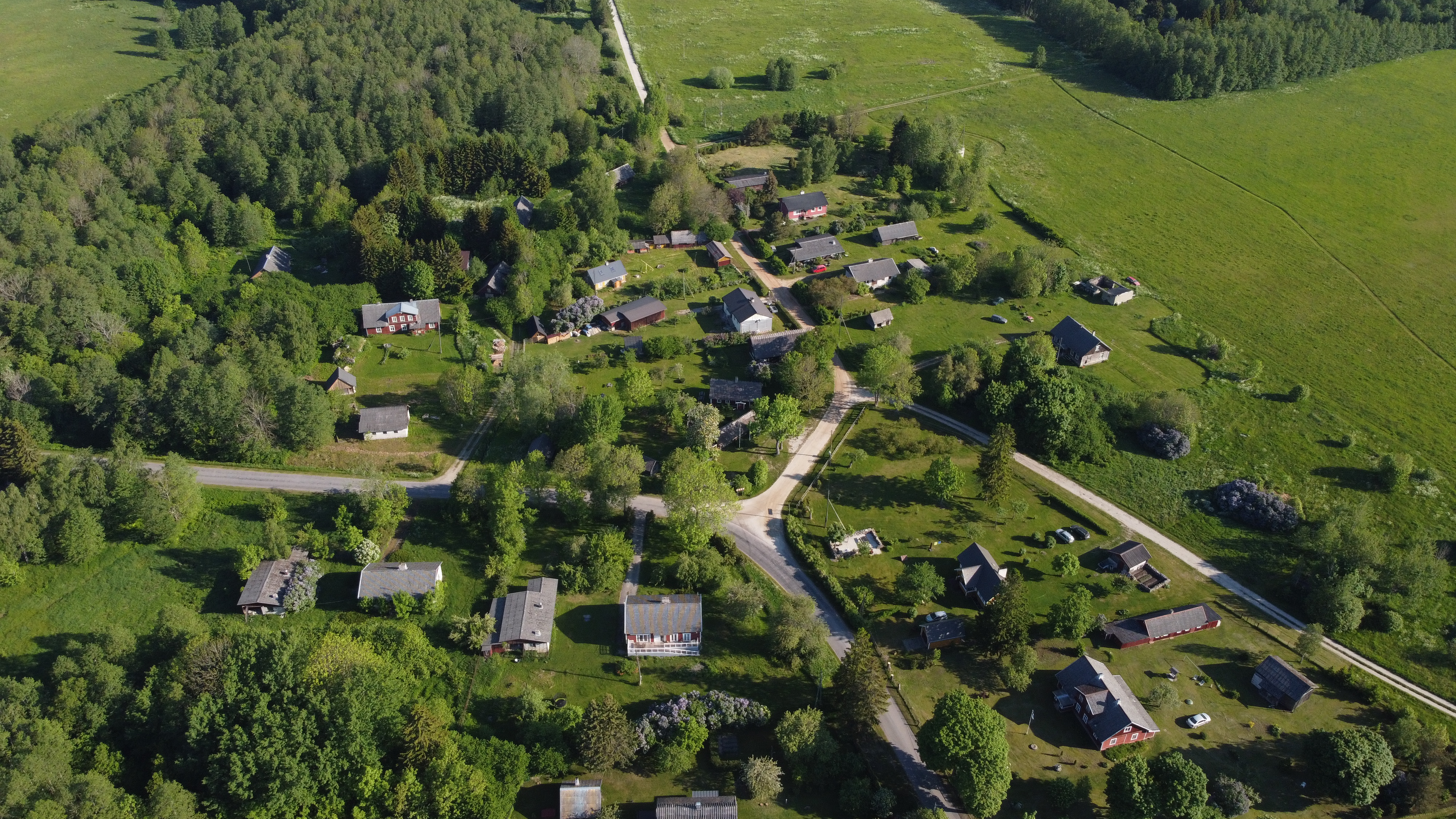
Sviby vanuit de lucht
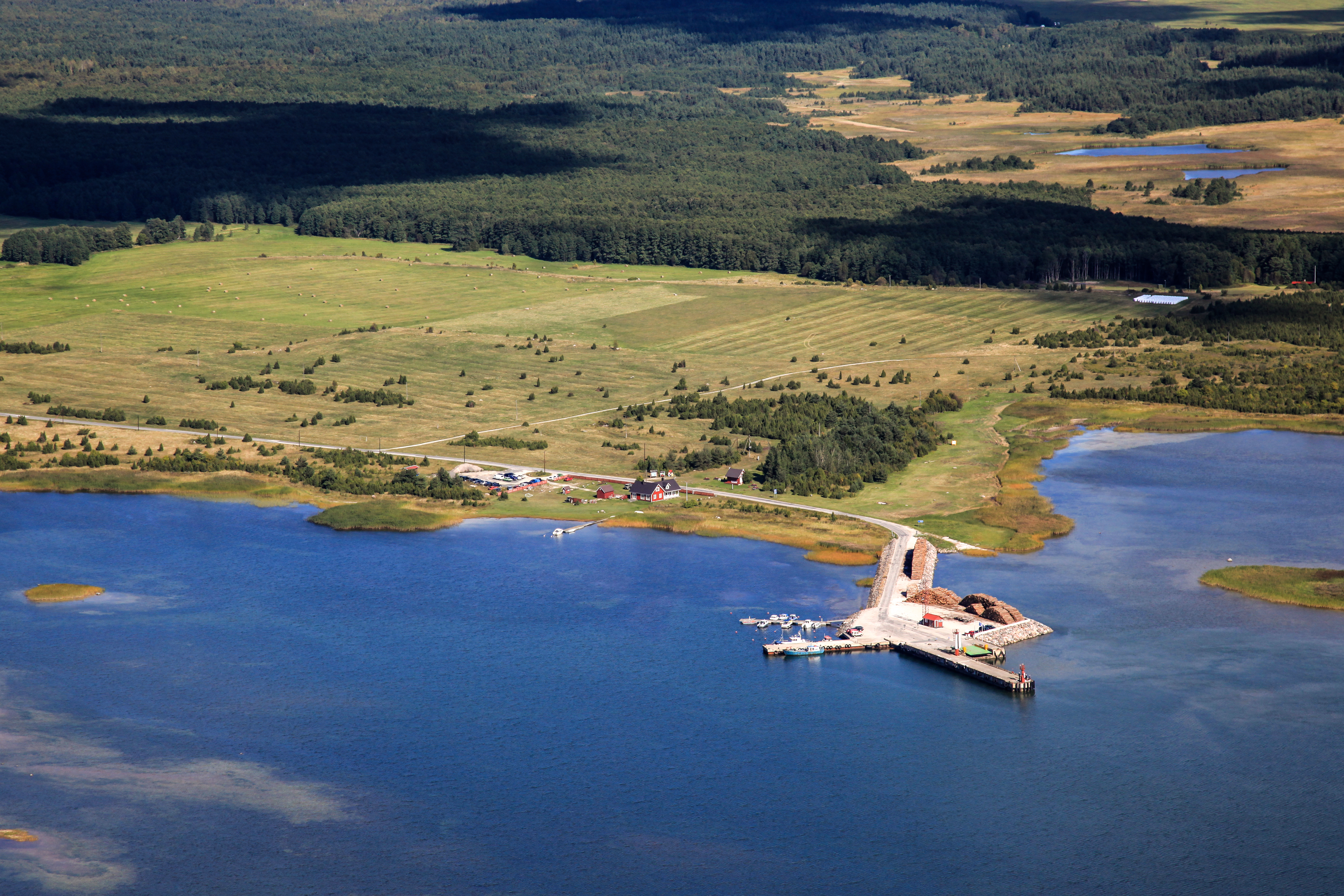
De haven
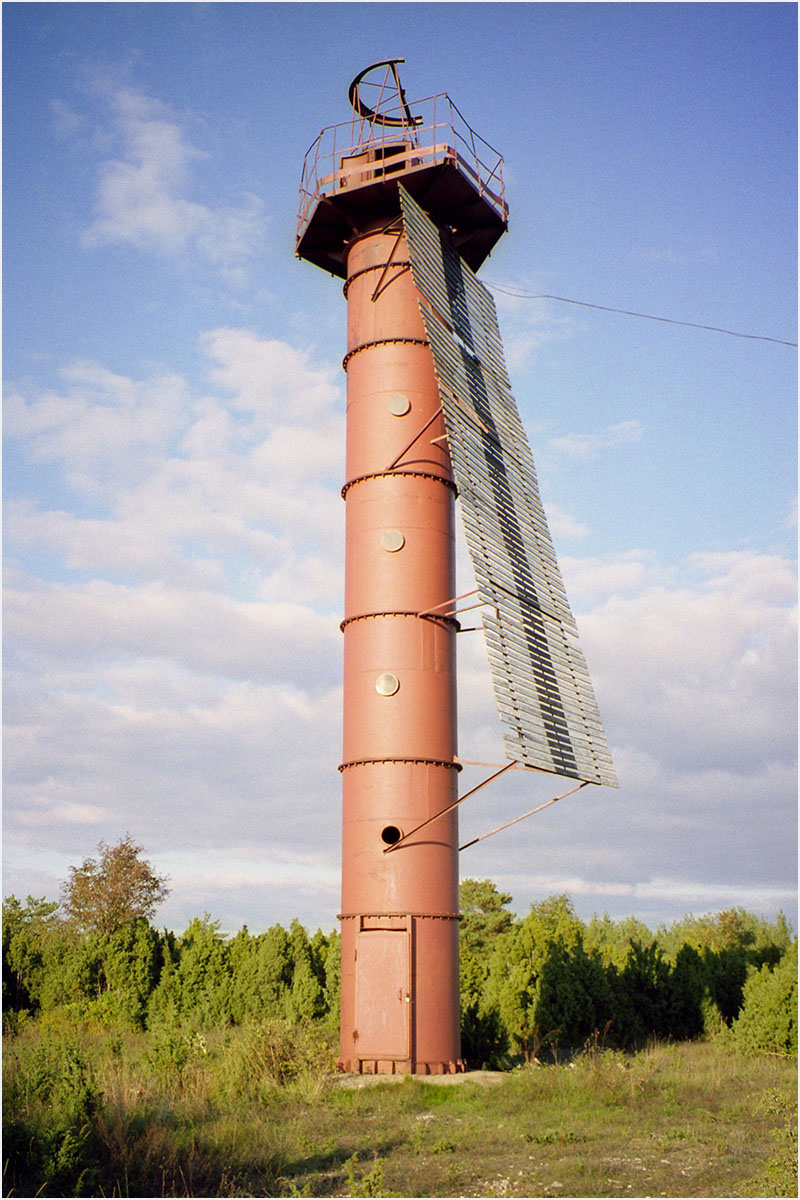
Lichtbaken